# Somatidia longipes
Somatidia longipes là một loài bọ cánh cứng trong họ Cerambycidae.